# 1026 Ingrid
Ingrid (asteroide 1026) é um asteroide da cintura principal, a 1,8443971 UA. Possui uma excentricidade de 0,1817273 e um período orbital de 1 236 dias (3,39 anos).
Ingrid tem uma velocidade orbital média de 19,83876155 km/s e uma inclinação de 5,39764º.
Esse asteroide foi descoberto em 13 de agosto de 1923 por Karl Reinmuth.